# مجموعة الزواري
مجموعة الزواري هي إحدى أهم المجموعات الخاصة التونسية والتي تعمل في قطاع الأشغال العامة والصناعة. تأسست في 1984 من قبل حافظ الزواري ابتداء ا من شركة توزيع قطع الغيار، وتنوعت مجالاتها بعد ذلك إلى الأشغال العامة والصناعة والاتصالات والممتلكات العقارية.

## الشركات
تتكون المجموعة من الشركات التالية:
- BOMAR: شركة بلاط وجليز مختصة في البلاد أحادي الطبقة.
- Ets Zouari & Cie: بيع قطع الغيار للجرارات والشاحنات الصغيرة والشاحنات الكبيرة.
- Immobilière Concorde: شركة تعمل في قطاع الممتلكات العقارية.
- Promed: شركة تنمية عقارية أسست في 1994.
- Shams Telecom: شركة توزيع الهواتف المحمولة من نوع هيونداي، واستيراد وتسويق الآلات الحاسوبية، أسست في 2006.
- الشركة المغاربية للنقل البري: المزود الأول لنقل الوقود في تونس (35% من السوق التونسية).
- الشركة التونسية للتوزيع: أنشئت في 2003، تهتم ببيع مواد الأشغال العامة مثل الرافعات الشوكية، وكيلة ومستورد العلامات التجارية العالمية الكبرى في هذا المجال مثل هيونداي وسيفا وأمان وكلارك وآخرين.
- SOTUDIS: شركة مختصة في السيارات أسست في 2010، ووكيلة شركة سانغيونغ للسيارات الكورية الجنوبية وماهيندرا أند ماهيندرا لمتد الهندية في تونس.
- MEDICARS: شركة أسست في 2012، مختصة في تجميع وتركيب الحافلات والشاحنات الصغيرة والكبيرة.